# Lockende Tiefe (1955)
Lockende Tiefe ist ein britisches Filmmelodram aus dem Jahre 1955 von Anatole Litvak mit Vivien Leigh und Kenneth More in den Hauptrollen. Die Geschichte basiert auf dem Bühnenstück The Deep Blue Sea von Terence Rattigan, der auch das Drehbuch schrieb.

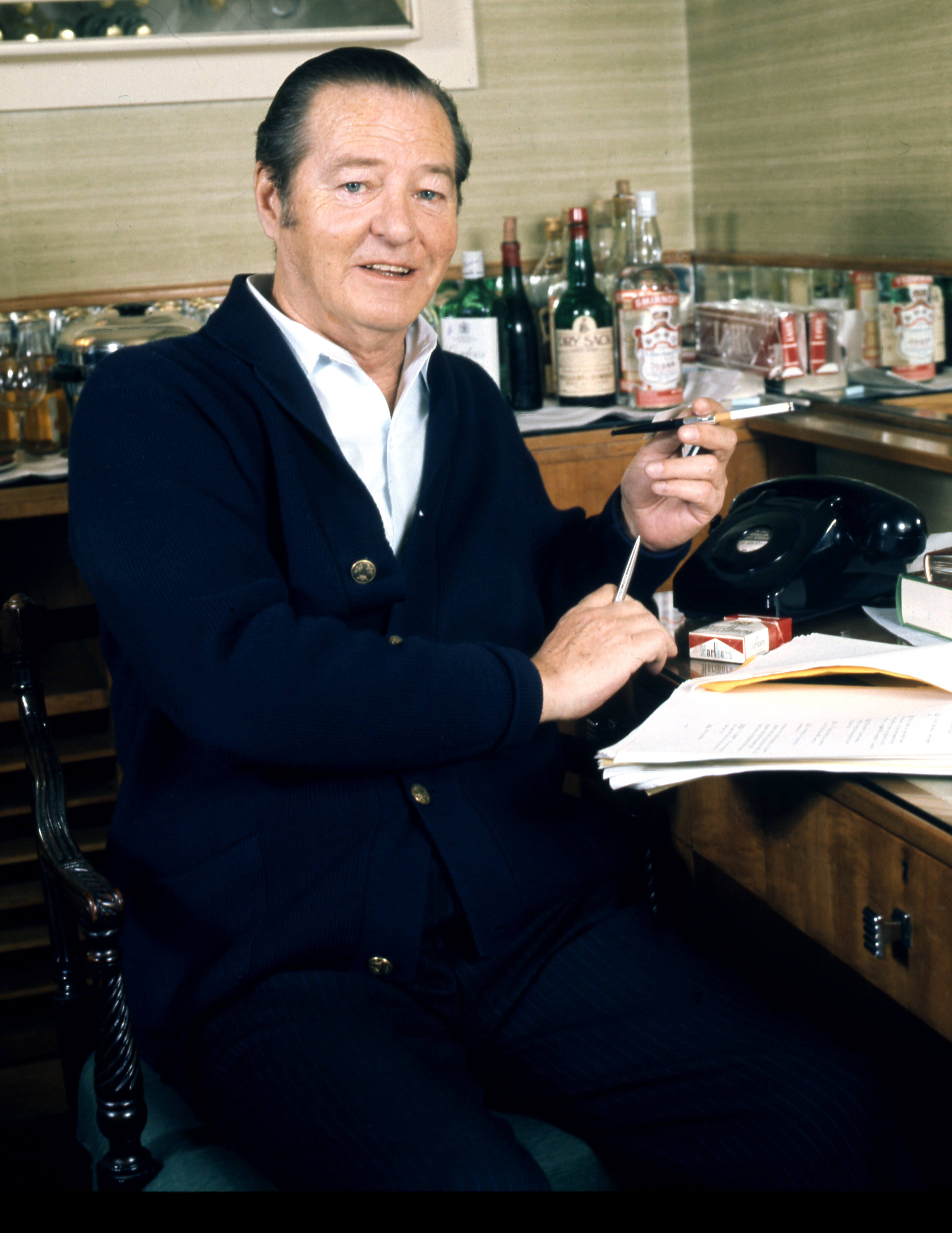
Schrieb die Vorlage zu diesem Film: Terence Rattigan

## Handlung
In einem schäbigen Londoner Mietshaus bemerken Vermieterin Mrs. Elton und die Nachbarn Dawn Maxwell und Ken Thompson, wie der Geruch von Gas aus der Wohnung von Hester Collyer und Freddie Page nach außen strömt. Mrs. Elton öffnet die Wohnung, und sie finden Mrs. Collyer bewusstlos am Gasofen vor. Sie hat offensichtlich versucht, sich das Leben zu nehmen. Man holt den Nachbarn Miller zu Hilfe, ein ehemaliger Arzt, der sich heute Buchmacher über Wasser hält. Miller unternimmt erfolgreich Wiederbelebungsversuche. Während Miller sich um Hester kümmert, stellt sich in einem Gespräch zwischen Dawn Maxwell und Mrs. Elton heraus, dass Hester Collyer und Freddy Paige nicht miteinander verheiratet sind – damals, in den 1950er Jahren, ein absoluter Fauxpas. Freddie ist ein Lebenskünstler, der seinen Vergnügungen nachgeht und zu diesem Zeitpunkt gerade Golf spielt. Hester ist mit einem Anwalt aus der Oberschicht, Sir William Collyer, verheiratet, was die Angelegenheit zusätzlich skandalös macht. Mrs. Maxwell informiert Sir William anzurufen, dass seine Frau „einen Unfall“ erlitten habe. Lady Collyer, der es inzwischen etwas besser geht, bestreitet, dass es einen Selbstmordversuch gegeben habe und bittet Mrs. Elton, Freddie Page ihren Suizidversuch zu verheimlichen. Als Mrs. Elton Hester fragt, was eigentlich passiert sei, antwortet diese „Wenn man zwischen dem Teufel und der tiefen, blauen See“ gefangen ist, erscheint einem das Meer, oder auch die Tiefe, wie der deutsche Filmtitel insinuiert, manchmal verlockend.
Während Hester im Treppenhaus steht, erscheint Hesters Gatte William, und Hester kommt nicht umhin, mit ihm zu sprechen und ihm eine Geschichte aufzubinden. Sir William, der Hester immer noch liebt, obwohl sie ihn für Freddie verlassen hat, sieht beim Betreten der Wohnung, unter welchen armseligen Bedingungen seine Frau und ihr Liebhaber hausen. Hester erklärt ihrem Gatten, dass ihr Freddie, ein ehemaliger Royal Air Force-Pilot des Zweiten Weltkriegs -Freddie, heute nicht mehr als Testpilot arbeitet. Beide leben mehr schlecht als recht von seinen Einkünften als Glücksspieler und ihren Malversuchen. Hester lehnt jede Hilfe von William ab und versichert ihrem Gatten, dass sie Freddie immer noch liebt. Während William sich schließlich wieder verabschiedet und von seinem Fahrer zum Gericht chauffiert wird, erinnert er sich an den letzten großen Krach, den er mit Hester einst hatte: In seiner Anwaltskanzlei hatte sie William damals eröffnet, ihn zu verlassen und mit dem jungen Hallodri Freddie nach Kanada zu gehen, wo dieser Beschäftigung als Testpilot gefunden habe. Seine Bitte, beider Ehe nicht zu zerstören, findet in Hesters Ohren kein Gehör. Wieder zurück in der Gegenwart: Freddie ist in seinem und Hesters Apartment angekommen; ihm ist gerade eingefallen, dass er Hesters Geburtstag am Vortag vergessen hat. Hester beginnt zu weinen, und beide besprechen ein Vorstellungsgespräch, zu dem Freddie am Nachmittag eingeladen ist. Hester möchte ihn dazu begleiten. Freddie liest ihren Abschiedsbrief, spricht sie aber nicht darauf an.
In einer Bar ruft Freddie seinen kanadischen Freund Jackie Jackson an und bittet ihn, vorbeizukommen. Während er auf Jackie wartet, erinnert er sich an seine erste Begegnung mit Hester: Freddie begegnete Sir William in seinen Country-Club und lernt dessen Frau Hester an der Bar kennen. Er ist von ihrer Schönheit fasziniert. Er arrangiert es, Hester näher kennen zu lernen kann, während sie mit Freunden skifährt. Bald fühlt sich Hester, der nicht zur englischen Upperclass gehört, magisch angezogen und beide beginnen eine Affäre. Als Freddie ein Job in Kanada angeboten wird erklärt Hester, sie könne eine Trennung nicht ertragen, sie wolle ihren Mann verlassen und ihn nach Kanada begleiten.
Wieder zurück in der Gegenwart: Auf dem Nachhauseweg trifft Freddie auf Miller und erzählt diesem, dass er sich wegen Hesters Selbsttötungsversuchs wie ein Beinahe-Mörder fühle. In einem Anflug von Sarkasmus wirft Freddie einen Shilling auf den Tisch, damit Hester wenigstens beim nächsten Mal genug Geld habe, wenn sie zwecks Selbsttötung den Gaszähler füttern sollte. Nachdem Freddie gegangen ist, trifft Hester William zum Tee, und er sagt ihr, dass es nicht zu spät sei, zu ihm zurückzukehren und beider Ehe zu retten. Hester weigert sich. Wieder zurück in ihrer Wohnung, ist Hester sauer, dass Freddie, der ihr versprochen hat, dass er nie wieder fliegen würde, nach einem neuen Testpiloten-Job suchen wolle und nicht nach einer Arbeit in einem Management. Freddie tut sich schwer damit, Hester zu sagen, dass er sie so sehr liebt, wie er nur lieben kann – auch wenn es ihr nicht reichen sollte. Er macht Hester aber auch klar, dass er nicht weiter mit ihr leben könne, wenn er, so wie er ist, sie in den Selbstmord treiben würde. Hester bricht in einen Weinkrampf aus, als Freddie sagt, dass er sie sofort verlassen wolle. Als er gegangen ist, bricht sie weinend zusammen.
An dem Abend, an dem Hester verzweifelt auf eine Rückmeldung Freddies hofft, rät ihr Miller, ihn endlich zu vergessen. Doch Hester macht sich – vergeblich – auf die Suche nach Freddie, der mit Jackie eine Kneipentour unternimmt. William, der durch einen Brief Freddies informiert wurde, dass er Hester verlassen hat, findet seine erschöpfte Frau und bringt sie zurück in sein Haus. Hester macht ihm aber klar, dass sie nicht zu ihm zurückkehren wird. Hester kehrt in ihre Wohnung zurück, wo Jackie gerade Freddies Sachen einpackt. Als Freddie anruft, bittet Hester ihn, seine Sachen selbst abzuholen und versichert ihm, dass sie ihn nur noch einmal sehen wolle. Nachdem Jackie gegangen ist, steckt Hester Freddies Shilling in den Gaszähler, wird aber dabei von Miller gestört. Miller sagt ihr, sie solle sich endlich der Tatsache stellen müsse, dass Freddie sie mehr benötige, als sie ihn. Sie müsse die Beziehung beenden, wenn sie beide gerettet werden sollen. Als Freddie dann doch zückkehrt, macht er nur Smalltalk, es kommt zu keinem aufrichtigen Gespräch. Er hofft aber, dass Hester ihn bittet, zu bleiben. Jetzt erkennt Hester, dass es an ihr ist, Freddie gehen zu lassen. Sie verabschiedet sich von ihm. Nachdem er gegangen ist, starrt sie auf die geschlossene Tür.

## Produktionsnotizen
Lockende Tiefe entstand in Großbritannien im März 1955 und wurde am 23. oder am 25. August 1955 in London uraufgeführt. Die deutsche Premiere fand am 13. April 1956 statt.
Hugh Perceval übernahm die Produktionsleitung. Vincent Korda gestaltete die Filmbauten, Anna Duse die Kostüme. Peter Newbrook diente Chefkameramann Jack Hildyard als einfacher Kameramann, Gerry Fisher war Kameraassistent. Peter Mullins und Tony Woollard waren in der Zeichenabteilung Vincent Kordas beschäftigt.
Muir Mathieson dirigierte die Orchestereinspielung von Malcolm Arnolds Komposition.

## Auszeichnungen/Nominierungen
- Bei den Internationalen Filmfestspielen von Venedig wurde Kenneth More (ex aequo mit Curd Jürgens) 1955 mit dem Volpi-Pokal ausgezeichnet.
- Anatole Litvak erhielt eine Nominierung für den Goldenen Löwen.
- More und Rattigan erhielten überdies Nominierungen für den BAFTA Award.

## Wissenswertes
- Kenneth More hatte bereits 1952 in der Londoner Bühnenfassung des Stücks den Freddie Page verkörpert. Seine Partnerin dort war Peggy Ashcroft, die aufgrund des etwas größeren Altersunterschieds gegenüber More glaubwürdiger als Vivien Leigh erschien.
- Produktionschef Alexander Korda soll ursprünglich Marlene Dietrich für den Part der Hester Collyer präferiert haben.[1][2]
- 2011 wurde das Stück unter dem Titel The Deep Blue Sea mit Rachel Weisz, Tom Hiddleston und Simon Russell Beale, Regie Terence Davies, ein weiteres Mal verfilmt.

## Synchronisation
| Rolle               | Darsteller     | Synchronsprecher  |
| ------------------- | -------------- | ----------------- |
| Hester Collyer      | Vivien Leigh   | Ursula Traun      |
| Freddie Paige       | Kenneth More   | Dietrich Haugk    |
| Miller              | Eric Portman   | Hans Paetsch      |
| Sir William Collyer | Emlyn Williams | Fritz Tillmann    |
| Dawn Maxwell        | Moira Lister   | Dagmar Altrichter |
| Ken Thompson        | Alec McCowen   | Holger Hagen      |

## Kritiken
Die Kritiken lobten einhellig Mores Leistung als windiger Playboy-Schlawiner Freddie, während Leighs Darstellung der Hester auf ein geteiltes Echo stieß.
Die Los Angeles Times lieferte die Schlagzeile „Leigh verblüfft mit einer chaney-ähnlichen Porträtierung.“
In der Zeit war folgendes zu lesen: „In diesem englischen Film spielt Vivien Leigh virtuos eine seelisch zerrüttete Lady. (…) Sie beherrscht die Szene noch souveräner als Elisabeth Bergner, die in dem gleichnamigen Theaterstück in derselben Rolle bei uns auftrat. Auch im Zusammenbruch bewahrt sie Kühle. Ihr Partner Kenneth Moore ist als undifferenzierter Mann genau der Gegenpol, um solche, alle Konventionen sprengenden Stürme zu entfesseln. Neben seinen Hauptdarstellern glänzt der Film durch die ideenreiche Inszenierung von Anatole Litvak.“
Das Lexikon des Internationalen Films urteilt: „Melodramatische, gut gespielte Verfilmung eines erfolgreichen Bühnenstücks.“
Der Movie & Video Guide nannte den Film „langsam aber sorgfältig präsentiert“.
Halliwell’s Film Guide fand, Lockende Tiefe sei eine „durchschnittliche Adaption eines sehr guten Stücks, gehemmt durch Breitwand und trübe Farbe, aber unterstützt von einer wohlüberlegten Besetzung“.